# Winterslag
Winterslag est une partie de la commune de Genk, dans la Province de Limbourg en Belgique. Le bourg s'est développé autour de son charbonnage.
Winterslag doit sa renommée à son passé minier et son ancienne équipe de football, le K. FC Winterslag qui évolua, sous ce nom, en Division 1 belge pendant 9 saisons.

## Charbonnages

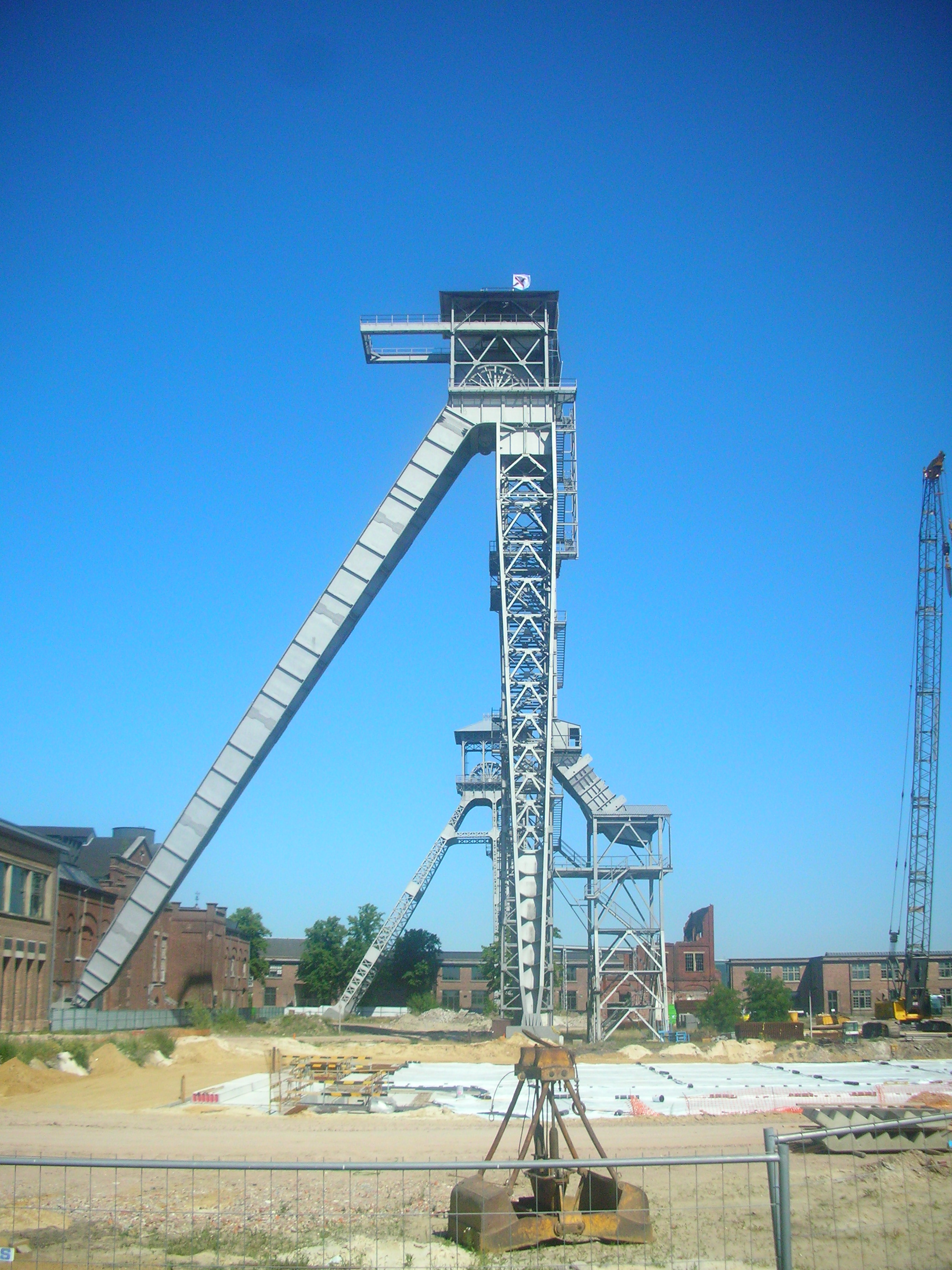
Ancien puits de mine de Winterslag

À Winterslag, les premiers sondages miniers sont effectués en 1902 par l'ingénieur et professeur d'université André Dumont. Un an plus tard, des gisements de charbon sont découverts. La première veine exploitable se trouve à une profondeur de 485 mètres. Elle est atteinte en 1914 et trois ans plus tard, le Charbonnage de Winterslag est le premier opérationnel du bassin charbonnier de campinois. Autour du site minier, des quartiers entiers d'habitations voient le jour.
L'extraction du charbon dans le Limbourg belge reste productif et performant jusqu'aux débuts des années 1960. Ensuite, un déclin inéluctable s'enclenche. Le site de Winterslag ferme ses portes en 1988.
Après pas mal de temps, les sites en friche sont petit à petit réutilisés pour d'autres fonctionnalités. Ainsi, une partie est employée par les pompiers de Genk. Plus récemment, une autre zone, située le long de la Evence Coppélaan, a vu fleurir un complexe cinématographique.
Sous la dénomination de « C-Mine », le site est développé en centre de connaissances des médias et des arts. L'ancien terril a été aménagé en zone verte de promenade. Un panorama intéressant de la région peut être contemplé depuis son sommet.

## Cités-jardins

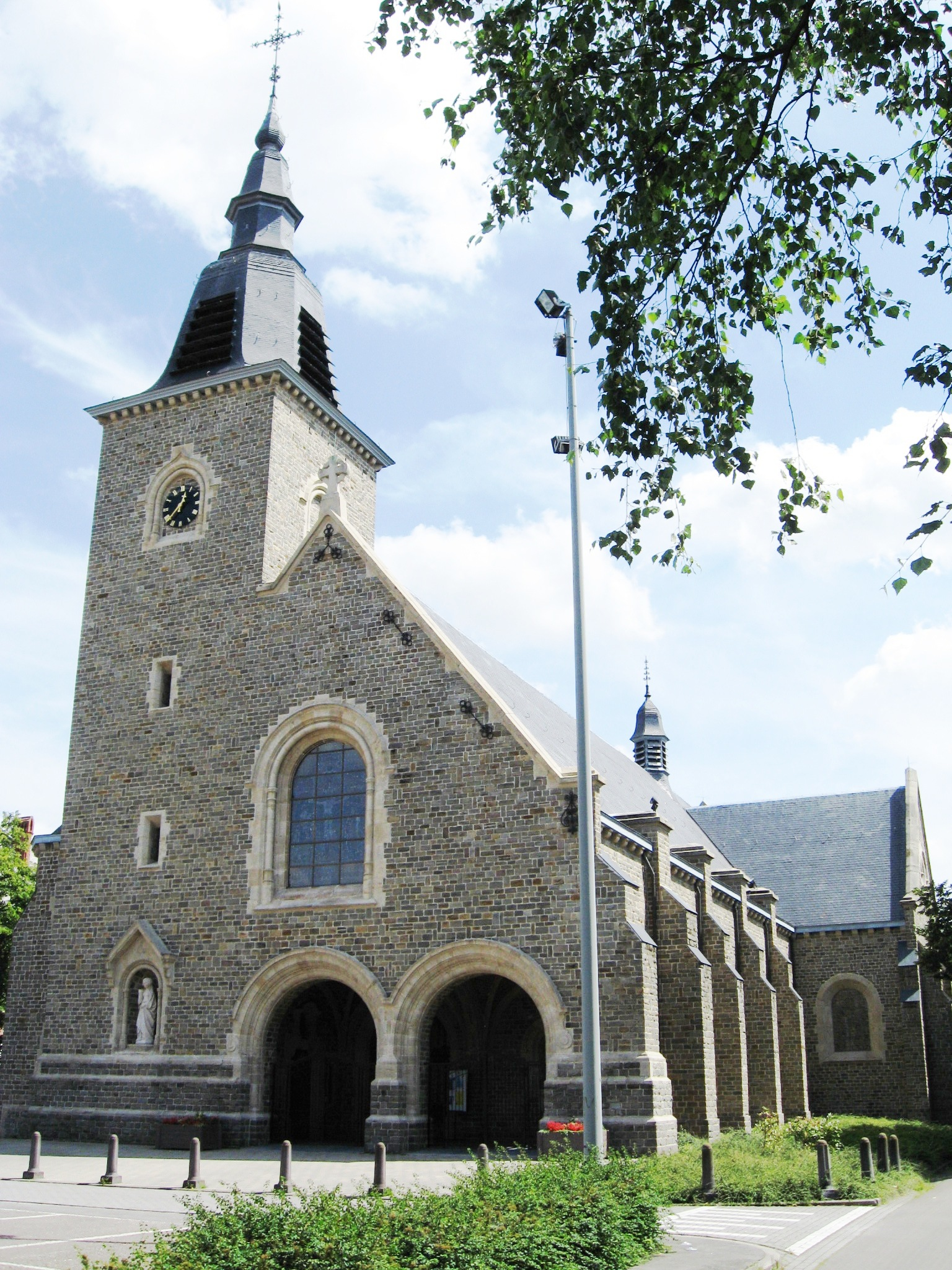
Église du Sacré-Cœur de Winterslag

À Winterslag ont été construits plusieurs quartiers dénommés selon le mot français « Cité ». Cela car ces zones résidentielles ont été établies selon le principe de cité-jardin. Elles portent le nom de : « Oud-Winterslag » (située au Nord de la mine), et de « Cité-jardin 1 », « 2 » et « 4 ». La « 3 »  n'a finalement jamais été construite.
La première cité-jardin a vu le jour de 1913 à 1924. Elle respectait le modèle britannique. On pouvait y voir les jolies maisons des ingénieurs, l'église et sa place. L'ancienne école des filles (maintenant un centre de formation) et l'ancienne école des garçons (maintenant une école mixte) étaient impressionnantes. Beaucoup de maisons ont été construites avec un matériau, cuit à proximité, appelé « brique de Winterslag » qui s'avère être très dur et offrant une bonne isolation. De nombreuses associations coloraient la vie sociale de cette cité-jardin dont des mouvements de jeunesse (Patronage, Scouts), et d'autres cercles culturels et/ou folkloriques. Le centre paroissial « Het Park » était fréquemment employé par diverses organisations.
Plus simples et plus sobres dans leur construction, les cités-jardins no 2 et no 4 virent le jour entre 1931 et 1948, sous l'impulsion d'une grande vague d'immigrants venus chercher du travail dans les charbonnages. De nos jours, la région est encore très riche de ses communautés allochtones, principalement italiennes et turques.
Sous l'influence des travailleurs étrangers et donc parlant des langues différentes, un dialecte particulier s'installa et se développa. Non seulement les allochtones mais aussi les autochtones, par le biais des enfants et des jeunes gens, l'employèrent. Ce dialecte est aussi appelé « Cités ».

## Sport
Le « K. FC Winterslag » joua aussi une grande part dans la renommée du hameau. L'équipe première du club évolua durant 9 saisons en Division 1 belge avant de fusionner avec son rival local de Waterschei pour former l'actuel K. RC Genk. Le FC Winterslag évolua aussi en Coupe d'Europe.

## Sources et Liens externes
- Site officiel de la ville de Genk (en néerlandais)